# Västerviks domsaga
För tingsrättens domsaga, se Västerviks tingsrätt.
Västerviks domsaga var en domsaga med häradsrätt som bildades 1 januari 1969 i Kalmar län. Häradsrätten och domsagan ingick i domkretsen för Göta hovrätt. Häradsrätten ombildades 1971 till Västerviks tingsrätt med en oförändrad domsaga. Tingsplats var Västervik och Vimmerby.
Västerviks tingsrätt och dess domsaga uppgick i Kalmar tingsrätt och domsaga 2005.

## Administrativ historik
Domsagan bildades 1 januari 1969 när Tjusts domsaga och större delen av Sevede och Tunaläns domsaga med sina tingslag slogs samman och bildade denna domsaga med en häradsrätt med tingsplats i Vimmerby och Västervik. Häradsrätten och domsagan ombildades 1971 till Västerviks tingsrätt med oförändrad domsaga.
I domsagan ingick ett tingslag, Västerviks domsagas tingslag

## Häradshövdingar
- Per-Otto Hainer